# Miłoszów
Miłoszów [mʲiˈwɔʃuf] (deutsch: Hartmannsdorf) ist ein Dorf der Stadt-und-Land-Gemeinde Leśna (Marklissa) im Powiat Lubański in der Woiwodschaft Niederschlesien in Polen. Das Waldhufendorf erstreckt sich rund zwei Kilometer südlich von Leśna entlang des Miłoszowski Potok an der Straße nach Frýdlant, unmittelbar vor der Grenze nach Srbská in Tschechien.

## Geschichte

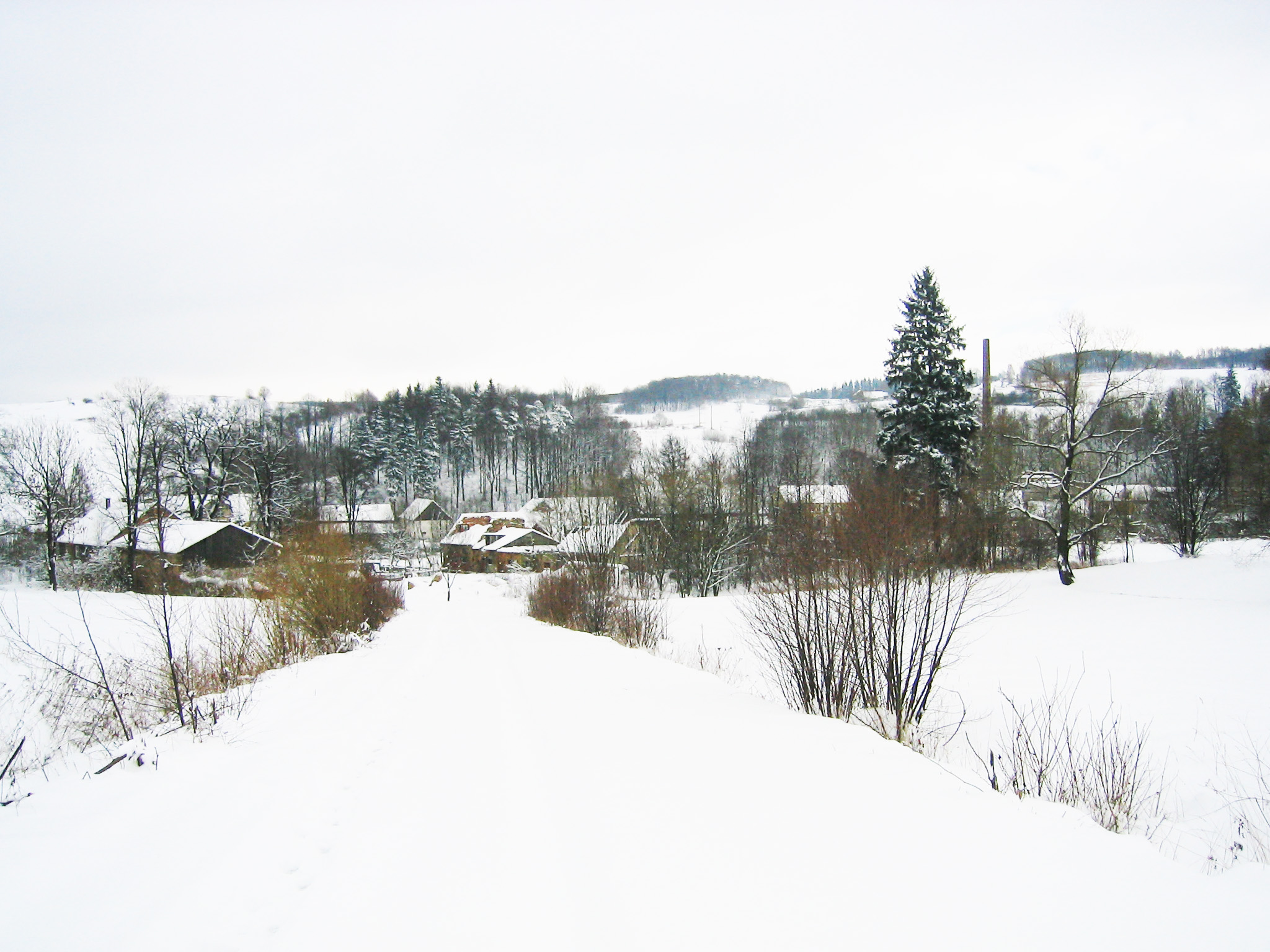
Miłoszów

Hartmannsdorf gehörte ursprünglich zum oberlausitzschen Queiskreis. Es wurde vermutlich um die Mitte des 13. Jahrhunderts gegründet und gehörte zunächst zum Burgbezirk Lesna. Da die Burg Lesna nach 1329 dem Verfall preisgegeben wurde und ihr Herrschaftsgebiet an die Stadt Marklissa überging, gehörte auch Hartmannsdorf zur Herrschaft Marklissa. Erb- und Lehnsherr des Gutes Hartmannsdorf war seit dem 15. Jahrhundert das Geschlecht von Debschitz. Bedeutendster Grundherr war damals Georg von Döbschütz, nach dessen Tode 1632 die Schadewalder Linie des Geschlechts erlosch.
Zusammen mit dem Queiskreis fiel Hartmannsdorf 1635 aus böhmischem Besitz an das Kurfürstentum Sachsen, zu dessen südöstlichsten Gebiet es gehörte. Nach dem Wiener Kongress 1815 fiel Hartmannsdorf zusammen mit dem Queiskreis und der Ostoberlausitz an Preußen. Es wurde nun der Provinz Schlesien zugeschlagen und 1816 dem neu gebildeten Landkreis Lauban im Regierungsbezirk Liegnitz eingegliedert. Mitte des 19. Jahrhunderts waren in Hartmannsdorf ein Sägewerk, drei Wassermühlen und sieben Basaltbrüche. Die Einwohnerzahl wird mit 1.100 beziffert. Im Dorf lebten viele Weber.
Zu diesem Zeitpunkt war bereits die Familie von Zastrow hier ansässig. Um 1860 ist der Kammerherr Otto Wilhelm von Zastrow als Gutsherr nachgewiesen. Die Familie von Zastrow war mindestens über fünf Generationen in der Gutsherrschaft von Hartmannsdorf. Um 1880 besaß Alfred von Zastrow 356 ha. Er war damals der Senior der Familie von Zastrow, Kreisdeputierter, der einzige Stellvertreter des Landrates für den Kreis Lauban, und einer der Vertreter der Bezirks-Direktion der Ober-Lausitz in Görlitz des Kredit-Instituts für die Königlich Preußische Ober-und Nieder-Lausitz, eines Bankunternehmens für größere landwirtschaftliche Betriebe. Letzter Grundbesitzer ist amtlich Rittmeister d. R. Egon von Zastrow (1890–1964), verheiratet mit Irmgard Blecken von Schmeling (1894–1963).
1874 wurde der Amtsbezirk Hartmannsdorf gebildet, der 1908 aus den Landgemeinden Hartmannsdorf und Schadewalde sowie den gleichnamigen Gutsbezirken bestand. Im Jahre 1900 wurden 1141 Einwohner gezählt.
Während des Zweiten Weltkrieges bestand in Hartmannsdorf ein Außenlager des KZ Groß Rosen. Als Folge des Zweiten Weltkriegs fiel Hartmannsdorf 1945 mit dem größten Teil Schlesiens an Polen und wurde in Miłoszów umbenannt. Das Schloss Hartmannsdorf wurde nachfolgend dem Verfall preisgegeben. 1975–1998 gehörte Miłoszów zur Woiwodschaft Jelenia Góra.